# Luc Riolon
 (janvier 2013).
Si vous disposez d'ouvrages ou d'articles de référence ou si vous connaissez des sites web de qualité traitant du thème abordé ici, merci de compléter l'article en donnant les références utiles à sa vérifiabilité et en les liant à la section « Notes et références ».
Luc Riolon (né en 1959) est un auteur et réalisateur français de documentaires et de films de danse.

## Biographie
Après des études de mathématiques supérieures et de médecine, Luc Riolon débute la réalisation dans le cadre de sa faculté de médecine, puis rencontre les chorégraphes des années 1980 (Maguy Marin, Mark Tompkins, Josef Nadj, Daniel Larrieu, Odile Duboc, Josette Baiz, Angelin Preljocaj, etc.) avec qui il tourne de nombreux films (recréation pour la caméra, captations).
Dans les années 1980, avec le chorégraphe américain Mark Tompkins, il introduit la vidéo sur la scène, retransmettant en direct sur des écrans géants les images qu'il tourne avec sa caméra en étant sur le plateau avec les danseurs, mélangeant images sur bande et direct.
Avec Daniel Larrieu, il participe à la création du spectacle Waterproof, chorégraphie contemporaine qui se déroule dans une piscine, en filmant en direct les danseurs évoluant dans l'eau et mixant les images en direct avec des images subaquatiques préenregistrées.
Puis il collabore pendant 10 ans avec Ève Ruggiéri pour son émission Musiques au cœur. Il tourne avec elle de nombreux documentaires sur la musique classique, l'opéra et la danse.
À partir de 1999 il réalise des documentaires de vulgarisation scientifique, en suivant les travaux de chercheurs de terrain attachés à la résolution d’une énigme particulière.
Ces deux domaines artistiques et scientifiques qui peuvent sembler bien séparés l’un de l’autre mais sont pourtant, au regard de Luc Riolon, animés de la même démarche. Le désir de comprendre le monde, que ce soit par l’art ou par la recherche scientifique, et restituer cette découverte au plus grand nombre.
Parmi ses documentaires scientifiques récents, on peut citer par exemple Tchernobyl, une histoire naturelle ?, L'Énigme du caïman noir, Voyage en eau trouble ou Delta du Nil : La Fin du miracle, Vanuatu, l'éveil des chefs, La vase source de vies. Ces documentaires de vulgarisation scientifique ont  reçu de nombreux prix dans des festivals en France, comme à l’étranger.
Il crée en 2009 avec Charles Picq la série Scènes d'écran, produite par Farid Rezkallah : captations et documentaires de 26 min sur la danse contemporaine internationale (50 productions).
À partir de 2009 il réalise les captations de défilés de mode pour les maisons de couture Louis Vuitton, Courrèges, Valentino, Rick Owens, Sonia Rykiel, Giambattista Valli, Guerlain, Paul Smith, Chloé, Loewe, Givenchy, Shiatzy Chen, Vêtements, Casablanca et réalise des films dans le domaine du luxe pour les maisons Cartier, Boucheron, Bulgari, Givenchy, événements au Chateau de Versailles, etc…
De 2012 à 2017 : il est co-auteur, directeur de collection et réalisateur de la série L’évolution en marche (4 X 52’ pour Arte) qui raconte le point de bascule de l’évolution de certaines espèces : des loups du Canada qui deviennent pêcheurs, des babouins d’Arabie qui adoptent des chiots pour en faire des chiens de garde, des chimpanzés qui quittent la forêt humide pour conquérir la savane à l’instar de nos ancêtres… 
De 2013 à 2015 : il est co-auteur, directeur de collection de la série Aventures en terre animale (15 X 26’, Arte ) qui suit les aventures d’un jeune couple de photographes animaliers autour du monde, accompagnés de leur fille de 3 ans.
Le chanteur et musicien Félix Sabal Lecco compose les musiques originales des films de luc Riolon.

## Filmographie

### Documentaires
- 2022 : La vase source de vies, de Luc Riolon, documentaire scientifique, directeur de recherches Daniel Guiral, France Télévision
- 2020 : Vanuatu, l'éveil des chefs - Arte
- 2019 : L'École Supérieure d'Agronomie de Côte d'Ivoire : défis du XXIe siècle - ESA Montpellier/ESA Yamoussoukro Côté dIvoire
- 2018 : La science en marche en Côte d'Ivoire - IRD - AFD
- 2017 : La maladie du bout de la piste (la maladie du sommeil en Côte d'Ivoire) IRD - AFD
- 2017 : Entre chiens en loups, série L'évolution en marche, Arte
- 2016 : Monumenta au Grand Palais : Empires, de Huang Yong Ping (avec Rachel Seddoh)
- 2016 : Empires, film de 11 min en VR 360 : visite virtuelle de l'œuvre de Huang Yong Ping (avec Rachel Seddoh) - Monumenta au Grand Palais
- 2016 : Le souffle de Sèvres, Cité de la Céramique (avec Rachel Seddoh)
- 2016 : Lee Ufan à la Cité de la Céramique de Sèvres (avec Rachel Seddoh)
- 2013, 2015 : série Aventures en terre animale (15 × 26 min, avec Jean-Luc Guidoin)
- 2015 : les mains de l'art contemporain, Arte
- 2013 : série L'évolution en marche (3 × 52 min) Arte
- 2013 : Looking for life (avec Rachel Seddoh)
- 2013 : Pergamon, enquête sur le climat (avec Rachel Seddoh)
- 2013 : Le méthane, rêve ou cauchemar ? Arte
- 2010 : Tchernobyl, une histoire naturelle ? Arte
- 2008 : Zingaro : Grand Galop à Hong Kong
- 2008 : Le Delta du Nil : La fin du miracle, Arte
- 2007 : Alvin Ailey : Au-delà de la danse (avec Rachel Seddoh) France 2
- 2007 : Tous au conservatoire ! France 2
- 2007 : Ève raconte L'Enlèvement au sérail de Mozart France 2
- 2007 : Les Pêcheurs de perles à Bombay, France 2
- 2006 : Le Cycle de l'eau 1 : Au commencement était la vase
- 2006 : Le Cycle de l'eau 2 : Voyage en eau trouble
- 2006 : Maïa la magnifique, France 2
- 2006 : Coup de ballet aux archives, France 2
- 2005 : Brésil baroque 1 : De l'or de la terre à la musique, France 2
- 2005 : Brésil baroque 2 : Compositeurs d'hier et d'aujourd'hui, France 2
- 2005 : Carnaval de Rio, France 2
- 2005 : La Danse d'Abou Lagraa, France 2
- 2004 : Mozart chez le marquis de Sade : La Flûte enchantée, France 2
- 2004 : La Liane mystérieuse des Wayanas
- 2003 : Inva Mula, la voix de l'Albanie, France 2
- 2003 : L'Énigme du caïman noir, Arte
- 2003 : Sur les pas du botaniste Jean-Jacques de Granville
- 2002 : Paroles de danseurs (avec Rachel Seddoh)
- 2001 : Janine Charrat, l'instinct de la danse (avec Rachel Seddoh), Arte
- 2001 : Hip hop fusion, France 2
- 2000 : Bora Bora, mon île pour la vie, France 3
- 2000 : Une étoile en danger, Kader Belarbi, France 2
- 1999 : Tanna, France 5
- 1999 : Maguy Marin, le pari de la rencontre, France 2
- 1999 : Danse hip hop : Suresnes Cités Danse, France 2
- 1997 : Massimo Murru, le talent simplement
- 1997 : Enquête d'art : L'art et la nature, France 5
- 1996 : Patrick Dupond, le talent insolent, France 2
- 1996 : Yannick Noah : Saga Africa, TF1
- 1995 : Les Métamorphoses de Shéhérazade ou la Femme dans la peinture orientaliste (avec Rachel Kahn), France 2
- 1995 : Le Martyre de Laurence (avec Rachel Kahn), TF1
- 1993 : Une école en marge (avec Rachel Kahn), France 2
- 1990 : Un siècle de danse. La Danse contemporaine : L'explosion, Arte, France 2
- 1992 : Les Amants de la rue (avec Rachel Kahn) TF1

### Programmes musicaux
- 2022: Rhoda Scott, hommage à Manu Dibango
- 2021: Catherine Ringer, Un salut à Georges Brassens
- 2021: Sly Johnson et Nicolas Vella
- 2021: Sandra Nkaké (Elles)
- 2021: Anna Carla Maza
- 2021: Louis Sclavis Blake et Mortmer
- 2021: Anja Lechner et François Couturier
- 2021: Christophe Monniot et Didier Ithursarry
- 2021: Erik Truffaz et le chœur Emelthée
- 2021: Céline Bonacina et Laurent Dehors
- 2021: Médéric Collignon et Yvan Robilliard
- 2021: Laura Perrudin et Louis Winsberg
- 2021: Ray Lema & Laurent de Wilde
- 2021: Ana Carla Maza Quartet
- 2021: Rabih Abou Khalil trio
- 2012 : Opera : The Second Woman, de Frédéric Verrière, France 2
- 2006 : Les Pêcheurs de perles, France 2
- 2005 : Orchestra Experimental da UFOP, Brésil
- 2004 : La Flûte enchantée de Mozart, France 2
- 2000 : Manu Dibango live
- 1998 : Souingue ! France 2
- 1997 : A sei voci : selva morale e spirituale, France 3

### Films de danse, captations et recréations
- 2025: Ulysse, de Jean-Claude Gallotta, adapté par Josette Baïz
- 2024: La Maravilla, de Marie Geneviève Massé
- 2024 : Dub, de Amala Dianor (Arte France)
- 2023 : Feu, de Fouad Boussouf (Arte France)
- 2023 : Body Concert (Corée, Arte France)
- 2023 : Tusitala, de Marie Geneviève Massé, Compagnie L'Eventail
- 2022 : Les Saltimbanques, de Kader Belarbi (Capitole de Toulouse, Arte France
- 2022 : Toulouse Lautrec, de Kader Belarbi (Capitole de Toulouse, Arte France
- 2021 : Nass, de Fouad Boussouf (Arte France)
- 2020 : Golden stage (Arte France)
- 2020 : Moebius, Compagnie XY, Rachid Ouramdane
- 2020 : Pas de deux "A nos amours" chorégraphie Kader Belarbi
- 2020 : Les quatre saisons, Cie l'Éventail, chorégraphie Marie-Geneviève Massé
- 2020 : Baobabs, Cie Grenade chorégraphie Josette chorégraphie Josette Baïz
- 2020 : Möbius, de la compagnie XY et Rachid Ouramdane – France Télévision
- 2019 : Romances Inciertos, de François Chaignaud - Arte
- 2019 : Steps for a change – Inauguration de la plénière UNESCO IPBS Biodiversité
- 2019 : Golden Stage HIP HOP EL SQUAD (Japon) Géométrie variable– France Télévision
- 2019 : Frozen songs de Ina Christel Kohannessen – France Télévision
- 2019 : Jour et nuit, de Catherine Diverrès
- 2018 : Ballet du Capitole de Toulouse : Casse Noisette, de Kader Belarbi - France Télévision
- 2017 : Chotto Desh de Akram Khan - France Télévision
- 2016 : BiT, de Maguy Marin - arte
- 2016 : Blow the bloody doors off ! de Catherine Diverres
- 2015 : Bosque Ardora de Rocio Molina, biennale de flamenco à Chaillot - France Télévision
- 2015 : Les 30 ans des Centres Chorégraphiques à Chaillot - arte
- 2015 : Ballet du Capitole de Toulouse : La Reine morte, de Kader Belarbi - France Télévision
- 2015 : Hallo, de Martin Zimmermann
- 2014 : Acte sans paroles de Dominique Dupuy - arte
- 2014 : Aringa Rossa de Ambra Senatore, 16ème biennale de la danse de Lyon - arte
- 2014 : Les ballets de Lorraine, 16ème biennale de la danse de Lyon - arte
- 2014 : Flag de Yann Lheureux - arte
- 2014 : Et mon coeur a vu a foison de Alban Richard - arte
- 2014 : Le mythe Callas de la Cie Studio3 (Sao Paulo) - Brésil
- 2014 : Dah-dah-sko-dah-dah de Saburo Teshigarawa - arte
- 2014 : La bête et la belle de Kader Belarbi - France Télévision
- 2013 : Le Visiteur de Nasser Martin Gousset - arte
- 2013 : El Djoudour de Abou Lagraa :- arte
- 2013 : Biennale de Flamenco de Paris : Rocio Molina, Kader Attou, Eva Yerbabuena, Carolyn Carlson -) arte
- 2013 : Le Corsaire de Kader Belarbi - arte - France Télévision
- 2013 : Grenade les 20 ans de Josette Baïz - arte
- 2013 : Brillant corners de Emanuel Gat -arte
- 2013 : Hans was Heiri de Zimmermann de Perrot - arte
- 2013 :  Permeados de Cie Studio3 (Sao Paulo) - Brésil
- 2012 : Biennale de La Danse de Lyon –Japanese Delight hip hop
- 2012 : Teo corpo e meu texto de la Cie brésilienne Studio3 (Sao Paulo)
- 2011 : Voyage en Europe : danse baroque de Marie-Geneviève Massé
- 2009-2012 : série Scènes d'écran (captations)
  - Wu Wei de Yoann Bourgeois
  - O Sensei et Stance II de Catherine Diverrès
  - Yo Gee Ti de Mourad Merzouki
  - I Am Goint To... de Trisha Brown
  - Jazz au Centre national de la danse
  - Öper Öpis de Zimmermann de Perrot
  - Flamenco se escribe con jota
  - Le Projet Rodin
  - Mirror and Music de Saburo Teshigarawa
  - Na Grani de Michaël Le Mer
  - Liens de table de Kader Belarbi
- 2008 : D'eux sens, chorégraphie d'Abou Lagraa
- 2002 : Les Ballets Trockadero de Monte Carlo
- 1999-2000 : Le Vif du sujet, chorégraphie de Bernardo Montet
- 1999 : Le Cabaret latin (chorégraphie : Karine Saporta)
- 1997 : Eden, chorégraphie de Maguy Marin
- 1997 : Aattentionon, chorégraphie de Boris Charmatz
- 1997 : Ramdam, chorégraphie de Maguy Marin
- 1994 : Waterzooi, chorégraphie de Maguy Marin
- 1994 : Aunis, chorégraphie de Jacques Garnier ([vidéo] « Disponible », sur YouTube)
- 1994 : Volapük, chorégraphie de Marcia Barcellos
- 1994 : Tordenfugle
- 1993 : Hor den lille stær
- 1993 : Instance, chorégraphie de Catherine Diverrès
- 1993 : Fire-Fly, chorégraphie d'Anita Saij
- 1993 : Yellow Fever
- 1992 : Mémoire Golem, chorégraphie d'Elinor Ambash
- 1992 : Cortex, chorégraphie de Maguy Marin
- 1991 : La Plaque tournante, chorégraphie de Mark Tompkins
- 1990 : Mansouria, chorégraphie de Josette Baïz
- 1990 : Deux minutes d'antenne, chorégraphie d'Odile Duboc
- 1990 : L et eux la nuit, chorégraphie de François Verret
- 1990 : Nuit hexoise, chorégraphie d'Odile Duboc
- 1988 : À nos héros, chorégraphie d'Angelin Preljocaj
- 1988 : Nouvelles, chorégraphie de Mark Tompkins
- 1988 : Le Rêve d'Helen Keller, chorégraphie de Catherine Diverrès
- 1987 : Maguy Marin : Eden
- 1987 : Canard pékinois, chorégraphie de Josef Nadj
- 1987 : Hallali Romee, chorégraphie d'Angelin Preljocaj
- 1987 : Newark, chorégraphie de Trisha Brown
- 1987 : Liqueur de chair, chorégraphie d'Angelin Preljocaj
- 1987 : Mort de rire, chorégraphie de Mathilde Monnier, Jean-François Duroure
- 1986 : Quai Bourbon, chorégraphie de Daniel Larrieu
- 1986 : Larmes blanches, chorégraphie d'Angelin Preljocaj
- 1986 : Trahison Women, chorégraphie de Mark Tompkins
- 1986 : Stamping Ground, chorégraphie de Mark Tompkins
- 1985 : Trahison Men, chorégraphie de Mark Tompkins

## Prix obtenus
- Tchernobyl, une histoire naturelle ?
  - Japan Prize 2011 The Best Work in Continuing Education Category (The Governor of Tokyo Prize)
  - Prix Buffon  au Festival Pariscience 2010 (meilleur film sur la biodiversité)
  - Prix Dragon d'Argent à l'exposition Universelle de Shanghai 2010
  - Prix du meilleur documentaire au Festival du film écologique de Bourges 2010
  - Arbre d'Or au Festival du film écologique de Bourges 2010
  - Prix de l'enquête scientifique au festival du Scoop d'Angers 2010
  - Prix du meilleur film étranger au festival de Portneuf sur l'environnement, Canada 2011
  - Student Jury award - Academia Film Olomouc 2011, république Tcheque
  - Meilleur documentaire francophone au Banff World Media Festival 2011 (canada)
  - 12 sélections, dont : nommé au 16e Lauriers du Club Audiovisuel de Paris (2011)
- Delta du Nil : La fin du miracle
  - Prix Best Popular-Science program au festival Techfilm 2009 de Prague
- Au commencement était la vase (2006, film scientifique)
  - Prix « Goutte d’Or Rencontres Internationales Eau et Cinéma à Istanbul 2009
  - Prix Nature et découverte au 22e festival international du Film Ornithologique de Ménigoute 2006
  - Prix International du festival Agrofilm (Slovaquie) 2007
  - Prix du meilleur réalisateur au 5e International Matsalu Nature Film Festival (2007)
  - Prix Spécial de la ville de Haapsalu (Estonie - 2007)
  - Prix du Ministère de la Défense Slovaque au 34e Festival Ekotopfilm (International Festival of Sustainable Development Films) à Bratislava, Slovaquie
  - Prix du Meilleur Son au 18e Festival International du Film Animalier d'Albert (Somme)
- Voyage en eau trouble (film scientifique)
  - Prix International du Muséum de Genève 2010
  - Prix International du meilleur auteur au festival Agrofilm (Slovaquie) 2007
  - Prix du film scientifique et éducatif au 33rd International Film Festival on the Enviromental and Natural and Cultural Heritage Ekofilm 2007
- La Liane mystérieuse des Wayanas (film scientifique)
  - Premier Prix du festival de Noirmoutier 2005
- L'Énigme du caïman noir (film scientifique)
  - Prix Nature et découverte au 20e festival international du Film Ornithologique de Ménigoute 2004
  - Prix jeunesse au 17e festival international du Film Scientifique 2004
  - Prix du Festival du ministère de l’Ecologie et du développement durable 2004
  - Prix de la Meilleure Photographie au 4e International Matsalu Nature Film Festival (2006)
- Janine Charrat, l'instinct de la danse
  - Prix du film de danse au Festival International de l’Unesco 2002
- Aunis (court métrage)
  - Prix Jeunesse au festival du court-métrage de Clermont-Ferrand 1996
- Une école en marge
  - 1er prix  au festival du documentaire de Bâle 1994)
  - sélectionné au festival du documentaire de Lussas en 1994
  - Japan Prize de la  « Adult Education Category » 1er Prix International des Programmes éducatifs Tokyo (NHK)-1995
  - Prix de la ville de Tokyo (NHK)-1995
  - Prix Grande Ecoute 1995 du Lions Club Prevention
- La Maladie de Parkinson (film scientifique)
- Prix du Festival des entretiens de Bichat 1994.
- Quai Bourbon, chorégraphie de Daniel Larrieu
  - Prix "Musique en Cinéma" au Festival de Besançon 1987
  - Prix Canal+ au festival du patrimoine 1989